# Thermodynamique quantique
La thermodynamique quantique est l'extension de la thermodynamique aux phénomènes quantiques. Elle se distingue de la physique statistique quantique par l'accent mis sur les processus dynamiques hors d'équilibre ainsi que par son éventuelle application à un système quantique individuel.
Annoncée par les travaux d'Einstein sur la quantification du rayonnement et de Planck sur le rayonnement du corps noir, la thermodynamique quantique n'a commencé à être constituée en théorie autonome qu'à la fin des années 2010 et reste incomplète en 2025. Comme pour la thermodynamique classique avec l'étude des machines thermiques, l'une des premières applications de la thermodynamique quantique concerne les moteurs quantiques, qui présentent des particularités originales comme la possibilité d'extraire du travail d'un système quantique rien qu'en l'observant.